# Heinz Fahnler
Heinz Fahnler (Bécs, 1942. augusztus 10. – Madrid, 2008. szeptember 17.) osztrák nemzetközi labdarúgó-játékvezető, újságíró, a Wiener Zeitung vezető szerkesztője.

## Pályafutása
A játékvezetői vizsgát 1962-ben tette le. 1976-ban lett az osztrák Liga játékvezetője. Az aktív nemzeti játékvezetéstől 1985-ben vonult vissza. Több, mint 1 200 mérkőzést vezetett vagy partbíróként tevékenykedett.
Az Osztrák labdarúgó-szövetség Játékvezető Bizottsága (JB) 1978-ban terjesztette fel nemzetközi játékvezetőnek, a Nemzetközi Labdarúgó-szövetség (FIFA) bíróinak keretébe. Az osztrák nemzetközi játékvezetők rangsorában, a világbajnokság-Európa-bajnokság sorrendjében többedmagával a 15. helyet foglalja el 4 találkozó szolgálatával. Az aktív nemzetközi játékvezetéstől 1985-ben búcsúzott. 45 nemzetközi és 8 válogatott összecsapást vezetett.
Az 1986-os labdarúgó-világbajnokság selejtezőin a FIFA JB bíróként alkalmazta.
| Időpont            | Helyszín                      | Mérkőzés típusa           | Mérkőzés            | Eredmény | Nézők száma |
| ------------------ | ----------------------------- | ------------------------- | ------------------- | -------- | ----------- |
| 1984. december 19. | Spyridon Louis Stadion, Athén | előselejtező (1. csoport) | Görögország–Belgium | 0 : 0    | 15 000      |

Az 1984-es labdarúgó-Európa-bajnokság selejtezőin az UEFA JB játékvezetőként foglalkoztatta.
| Időpont             | Helyszín                         | Mérkőzés típusa           | Mérkőzés           | Eredmény | Nézők száma |
| ------------------- | -------------------------------- | ------------------------- | ------------------ | -------- | ----------- |
| 1983. június 1.     | Idrætsparken Stadion, Koppenhága | előselejtező (3. csoport) | Dánia–Magyarország | 3 : 1    | 44 800      |
| 1983. szeptember 7. | Ullevaal Stadion, Oslo           | előselejtező (4. csoport) | Norvégia–Bulgária  | 1 : 2    | 15 515      |
| 1984. június 20.    | Beaujoire Stadion, Nantes        | selejtező (B. csoport)    | Portugália–Románia | 1 : 0    | 24 266      |

1982-ben ő vezette a Ferencváros Athletic Club elleni UEFA-kupa-összecsapását.
| Időpont              | Helyszín                        | Mérkőzés típusa             | Mérkőzés                      | Eredmény |
| -------------------- | ------------------------------- | --------------------------- | ----------------------------- | -------- |
| 1982. szeptember 15. | Marcel Saupin Stadion, Budapest | előselejtező (első forduló) | Ferencvárosi TC–Athletic Club | 2 – 1    |

## Sportvezetőként
Aktív pályafutását követően az osztrák technikai bizottság tagjaként, 1990-től az UEFA megbízására a stadionok biztonságát vizsgálva szolgálta a labdarúgást. 2002-ben és 2003-ban az osztrák JB elnökségének tagja volt. A 188-ig technikai feladat végzése előtt néhány órával a Real Madrid CF–FK BATE Bariszav (fehérorosz) Bajnokok Ligája-csoportmérkőzés előtt Madrid utcáin szívrohamban meghalt.

## Magyar vonatkozás
| Időpont           | Helyszín             | Mérkőzés típusa              | Mérkőzés                               | Eredmény | Nézők száma |
| ----------------- | -------------------- | ---------------------------- | -------------------------------------- | -------- | ----------- |
| 1979. október 26. | Népstadion, Budapest | felkészülési (543. mérkőzés) | Magyarország–Amerikai Egyesült Államok | 0 – 2    | 5000        |